# Cryptus caesitius
Cryptus caesitius là một loài tò vò trong họ Ichneumonidae.